# Friedrich August Wilhelm Spohn
Pour les articles homonymes, voir Spohn.
Friedrich August Wilhelm Spohn est un philologue allemand, né à Dortmund en 1792, mort à Leipzig en 1824. 
Après avoir étudié la philologie à Wittemberg, il fit, à partir de 1815, des cours à Leipzig, où il devint, en 1819, professeur de littérature ancienne. Spohn s’adonna avec passion à l’étude de la géographie et de l’histoire littéraire des anciens et commença à se faire connaître par des dissertations qui attestent une remarquable érudition et une rare sagacité. Il fit paraître notamment : De agro Trojano in carminibus homericis descripto (Leipzig, 1814, in-8°), dissertation sur le territoire troyen tel qu’il est décrit dans les poèmes d’Homère ; De extrema Odysseæ parte (1819-1821, 3 part. in-8°); Lectiones Theocritæ (1824, in-4°), et se livra à d’ingénieuses recherches pour déterminer l’ordre chronologique des élégies de Tibulle. 
Spohn avait publié, en outre, quelques savantes éditions, lorsqu’il fut amené à s’adonner au déchiffrement des hiéroglyphes, et à chercher à expliquer la fameuse inscription de Rosette. Considérant comme erronée la marche suivie par ses devanciers, il en adopta une toute nouvelle et prétendit avoir lu en entier l’inscription ; mais la version, ainsi que la méthode qu’il proposa, n’a point été admise par les égyptologues. 
Épuisé par l’excès de travail, Spohn mourut au moment où il achevait un ouvrage qui a été publié après sa mort par un de ses élèves, M. Seyffælt, sous le titre de : De lingua et litteris veterurn Egyptiorum specimen (Leipzig, 1825, in-4°).

## Source
« Friedrich August Wilhelm Spohn », dans Pierre Larousse, Grand dictionnaire universel du XIXe siècle, Paris, Administration du grand dictionnaire universel, 15 vol., 1863-1890 [détail des éditions].